# Села (гора, Саудовская Аравия)
Села ( араб. سلع‎ ), также Джабаль ас-Сала — гора в городе Медина на территории современной Саудовской Аравии .

## Описание

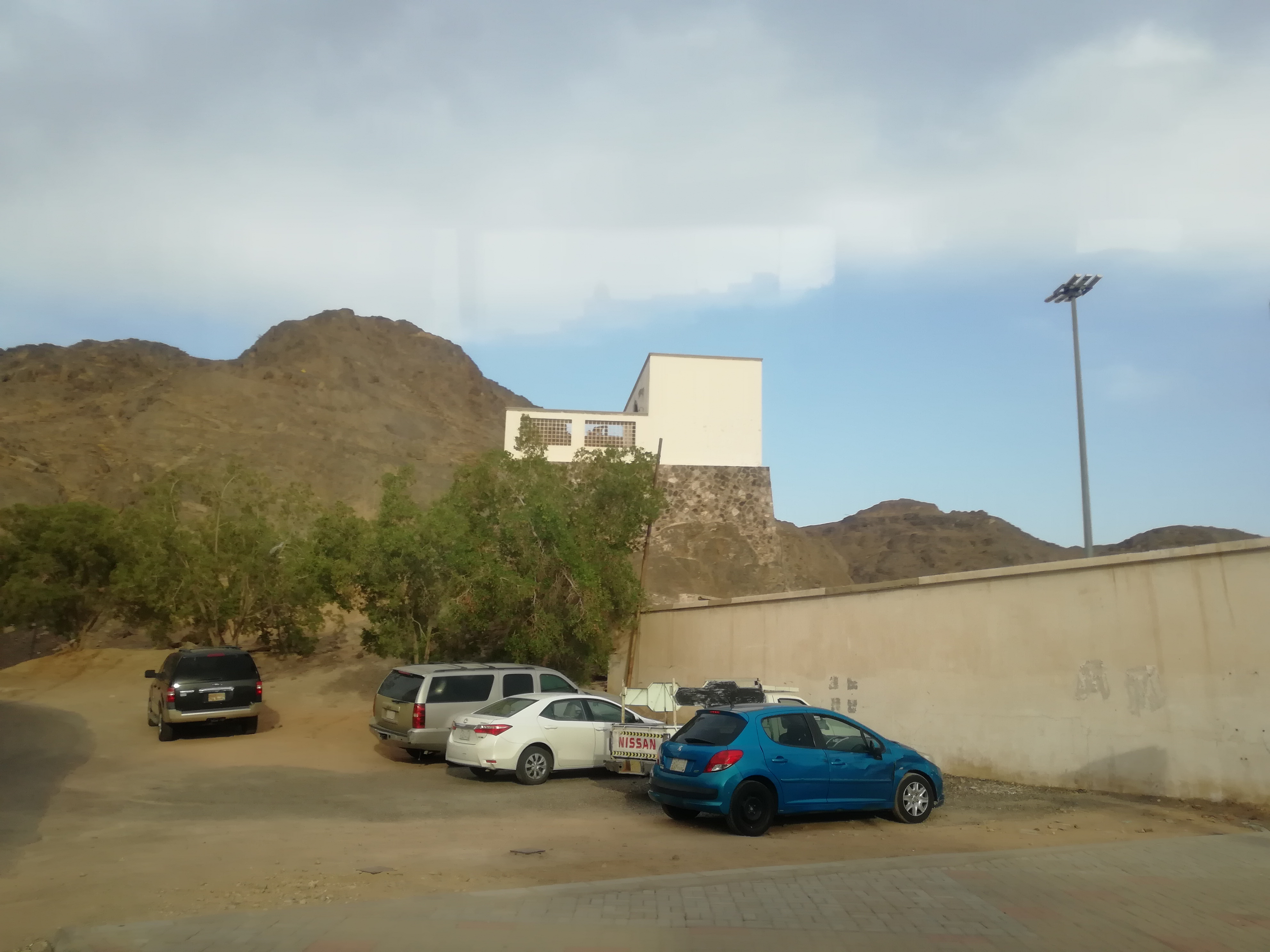
Джабаль Села и мечеть Фатх, в районе Семи мечетей в Хиджазе

Гора Села в «Районе Семь мечетей » в муниципалитете Медина в Саудовской Аравии. Села означает «разрезанный», потому что гора выглядит так, как будто она разрезанная несколько раз .
Исламский пророк Мухаммед в битве у рва молился Богу о победе на горе Села. Гора Села упоминается в нескольких хадисах  .
Горы Села упоминается аль-Хамдани в его книге «География Аравийского полуострова» как часть города Медина, жившего в его время, через 150 лет после Мухаммеда. Его имя и имя его соратников Умара и Али высечены на камне на вершине горы.